# 미성년이지만 어린애는 아냐
《미성년이지만 어린애는 아냐》(未成年だけどコドモじゃない, Although I’m a minor, I’m not a child)는 일본에서 제작된 하나부사 츠토무 감독의 2017년 멜로/로맨스, 코미디 영화이다.

## 출연

### 주연
- 성우 나카지마 켄토 : 츠루기 나오
- 성우 타이라 유우나
- 성우 치넨 유리

### 조연
- 야마모토 마이카
- 타카시마 마사히로
- 이쿠타 토모코
- 무라카미 신고